# Codice Aubin
Il Codice Aubin è una descrizione testuale ed iconografica della storia degli Aztechi, dalla partenza dall'Aztlán, attraverso la conquista spagnola, al primo periodo coloniale spagnolo, fino al 1607. È composto di 81 fogli, e la sua scrittura iniziò probabilmente nel 1576. È possibile che fra' Diego Durán ne supervisionò la preparazione, dato che fu pubblicato nel 1867 con il titolo di Historia de las Indias de Nueva-España y isles de Tierra Firme, indicando Durán come autore.
Tra i vari argomenti descritti, il codice Aubin vanta una descrizione data dai nativi del massacro del tempio di Tenochtitlán del 1520.
Viene spesso citato col nome alternativo di "Manuscrito de 1576", ed oggi è conservato presso il British Museum di Londra. Una copia dell'originale si trova presso la biblioteca dell'università di Princeton, all'interno della Robert Garrett Collection.